# ウェストミーズ県
ウェストミーズ県（愛: Contae na hIarmhí、英: County Westmeath）は、アイルランド中部、レンスター地方の県。2016年の人口は88,053人。

## 主な都市
- マリンガー